# Aareviadukt
Das Aareviadukt, offiziell Aaretalbrücke genannt, bei Brugg, Villnachern und Schinznach im Kanton Aargau ist eine Brücke der Autobahn A3 über die Aare, die von 1988 bis 1993  unter der Leitung von Dialma Jakob Bänziger gebaut wurde.

## Geschichte
Ursprünglich war die Querung des Aaretals zwischen dem Wülpelsberg und dem Linnerberg mit einer Hochbrücke vorgesehen, später mittels eines Damms, es wurde jedoch nach einer besser mit der Auenlandschaft verträglichen Lösung mit einer aus Landschaftsschutzgründen möglichst tief liegenden Brücke gesucht. Das Bauwerk führt durch das Naturschutzgebiet Umiker Schachen-Stierenhölzli.
Für den Bau der Brücke führte der Kanton Aargau 1982 einen Architekturwettbewerb durch, an den sieben Bewerber zugelassen wurden. Der Wettbewerb wurde von einem Team um Dialma Jakob Bänziger gewonnen. Die Aarebrücken wurden im Freivorbau erstellt, die Badschachenbrücken in Überkopfbauweise mit Hilfe von Lehrgerüsten. Sie wurden im Oktober 1996 zusammen mit dem Autobahnabschnitt Frick–Verzweigung Birrfeld eröffnet. Mit dem Viadukt wurde als Ersatz- und Aufwertungsmassnahme ein aquatisches System mit einem neuen Wasserlauf unter der Brücke realisiert, der von der Aare zum Badkanal fliesst.

## Bauwerk
Das Viadukt liegt in einem weiten Bogen. Das Bauwerk besteht aus nach Fahrrichtung getrennten Viadukten, die aus zwei hintereinander liegenden Brücken bestehen. Die im Westen liegende Aarebrücke quert die Aare und den Oberwasserkanal des Kraftwerks Wildegg-Brugg, die daran anschliessende Badschachenbrücke die Hauptstrasse 5 und die SBB-Strecke Baden–Aarau. Östlich des Viadukts schliesst unmittelbar der Habsburgtunnel an, westlich davon führt die Autobahn in den Schinznacherfeldtunnel.
Für die Aarebrücke wurde ein Voutenträger verwendet, das heisst ein Hohlkastenträger, der sich gegen die Mitte der Spannweite von 4,5 m Höhe auf 2,3 m Höhe verjüngt. Die Spannweite über den Fluss beträgt 90 m. Für die Badschachenbrücken wurden gewöhnliche Hohlkastenträger mit parallel verlaufenden Flächen verwendet, die bei einer Höhe von 2,5 m eine Spannweite von 50 m haben. Die schwimmend gelagerten Brücken werden mit Hilfe von im mittleren Bereich angeordneten Pfeilern stabilisiert, sodass das Bauwerk die Bremskräfte aufnehmen und Erdbeben standhalten kann.
|      | Aarebrücke | Badschachenbrücke | Aareviadukt |
| ---- | ---------- | ----------------- | ----------- |
| Nord | 570,6 m    | 654,7 m           | 1225,3 m    |
| Süd  | 563,5 m    | 646,0 m           | 1209,5 m    |